# 1億のスマイル
「1億のスマイル － PLEASE YOUR SMILE －」（いちおくのすまいる － プリーズ・ユア・スマイル －）は、酒井法子の6枚目のシングル。1988年5月18日にビクター音楽産業より発売された。

## 解説
- ライオン・制汗デオドラント「Ban16」のCMソングに採用された[2]。
- 酒井自身、週間オリコンチャート上においては最高位の第2位まで上昇した（売上記録は9.1万枚）[1]。登場週数は7週[2]。
- TBS系生放送音楽番組『ザ・ベストテン』では、最高で第5位にランクインされた（1988年6月9日放映分）。

## 収録曲
1. 1億のスマイル － PLEASE YOUR SMILE －
  - 作詞：森浩美 作曲：飛鳥涼（現・ASKA） 編曲：船山基紀
2. 窓際の恋飛行 － 水曜5時限目 －
  - 作詞・作曲：飛鳥涼 編曲：十川知司
3. 1億のスマイル － PLEASE YOUR SMILE －（オリジナル・カラオケ、CDのみ）
4. 窓際の恋飛行 － 水曜5時限目 －（オリジナル・カラオケ、CDのみ）

## 収録アルバム
- Lovely Times/NORIKO Part III
- Singles 〜NORIKO BEST〜
- TWIN BEST
- Asia 2000〜Words Of Love〜
- <COLEZO!> 酒井法子 Best Selection
- 大好き 〜My Moments Best〜
- The Best Exhibition　酒井法子30thアニバーサリーベストアルバム
- GOLDEN☆BEST 酒井法子
- NORIKO BOX 30th Anniversary Mammoth Edition
- Premium Best